# 田沢駅
田沢駅（たざわえき）は、長野県安曇野市豊科田沢にある、東日本旅客鉄道（JR東日本）篠ノ井線の駅である。
明科駅と共に、安曇野市では最も古い駅である。

## 歴史
- 1902年（明治35年）6月15日：官設鉄道（のちの日本国有鉄道）篠ノ井線・西条 - 松本間の開通と同時に開業[2]。旅客・貨物の取り扱いを開始[1]。
- 1971年（昭和36年）12月10日：貨物の取り扱いを廃止[1]。
- 1979年（昭和54年）
  - 6月29日：2番線から所定より3分早く発車したセメント専用列車が安全側線に突っ込み脱線[3]。
  - 7月16日：業務委託駅となる[4]。
- 1985年（昭和60年）3月22日：駅員無配置駅となり[5]、簡易委託駅となる[6]。。
- 1987年（昭和62年）4月1日：国鉄分割民営化により、JR東日本の駅となる[1]。
- 2025年（令和7年）
  - 2月以降：篠ノ井線の駅番号にSN 07を設定[7]。
  - 3月15日：ICカード「Suica」の利用が可能となる[8][9]。東京近郊区間に編入される[8]。

## 駅構造
島式ホーム1面2線を有する地上駅である。ホームへは地下通路で連絡している。また、ホーム横には留置線があり、列車が留置されていることがある。
安曇野市が受託する松本駅管理の簡易委託駅である。窓口、乗車駅証明書発行機、簡易Suica改札機（入場機・出場機）が設置されている。

### のりば
| ホーム | 路線     | 方向 | 行先     |
| ------ | -------- | ---- | -------- |
| 駅舎側 | 篠ノ井線 | 下り | 長野方面 |
| 反対側 | 篠ノ井線 | 上り | 松本方面 |

※案内上ののりば番号は設定されていない。

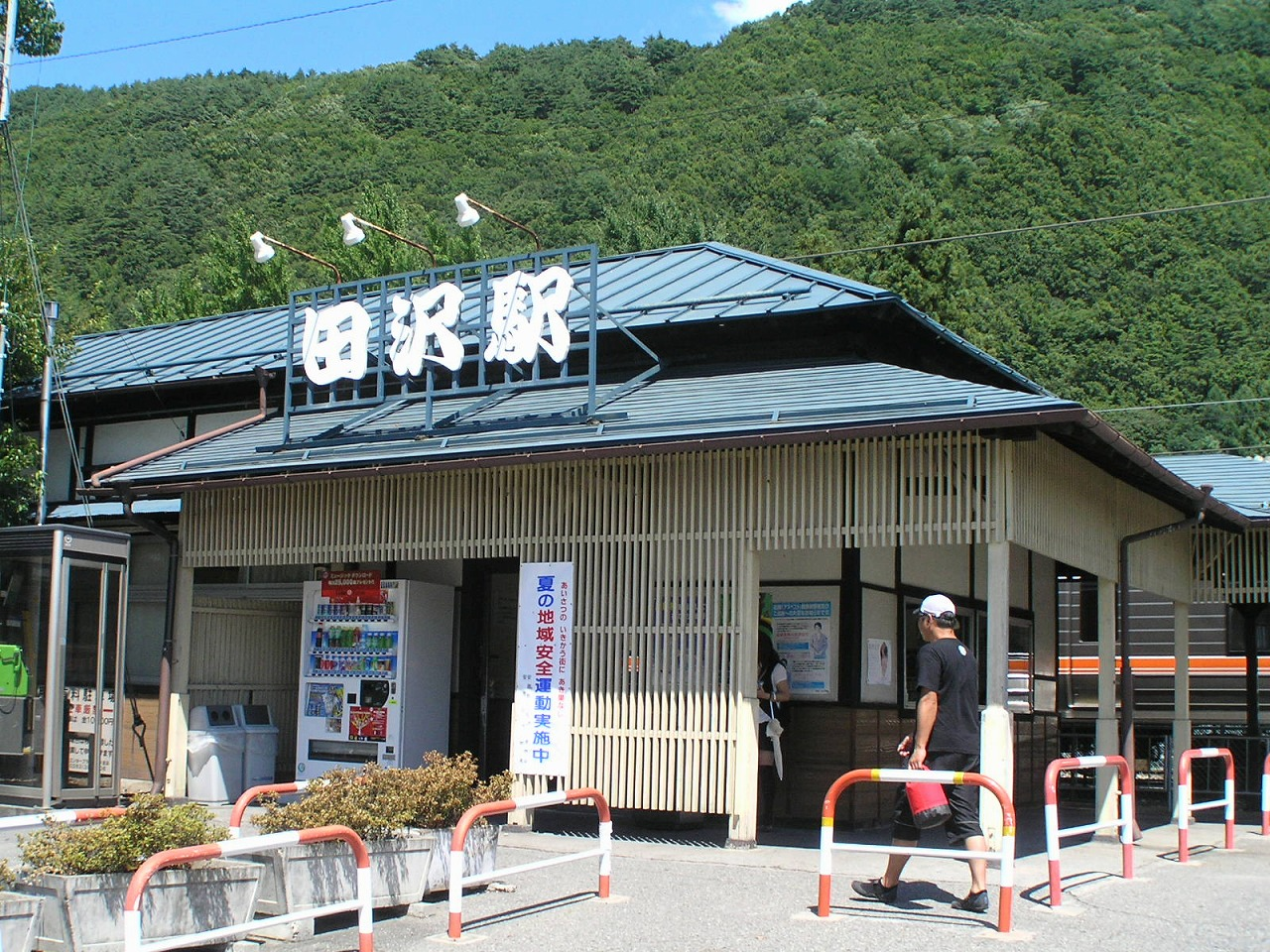
リニューアル前の駅舎（2007年8月）
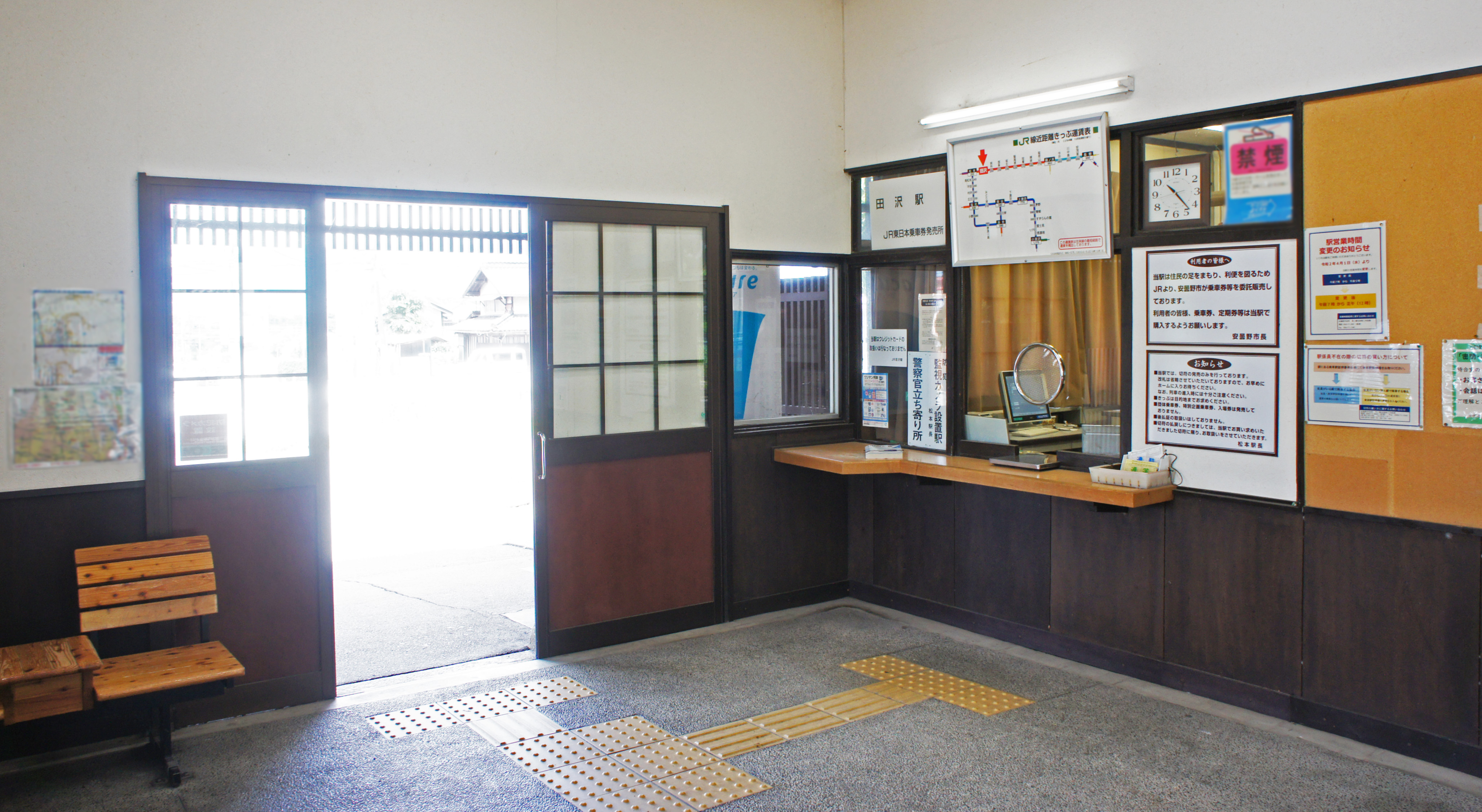
待合室（2021年7月）
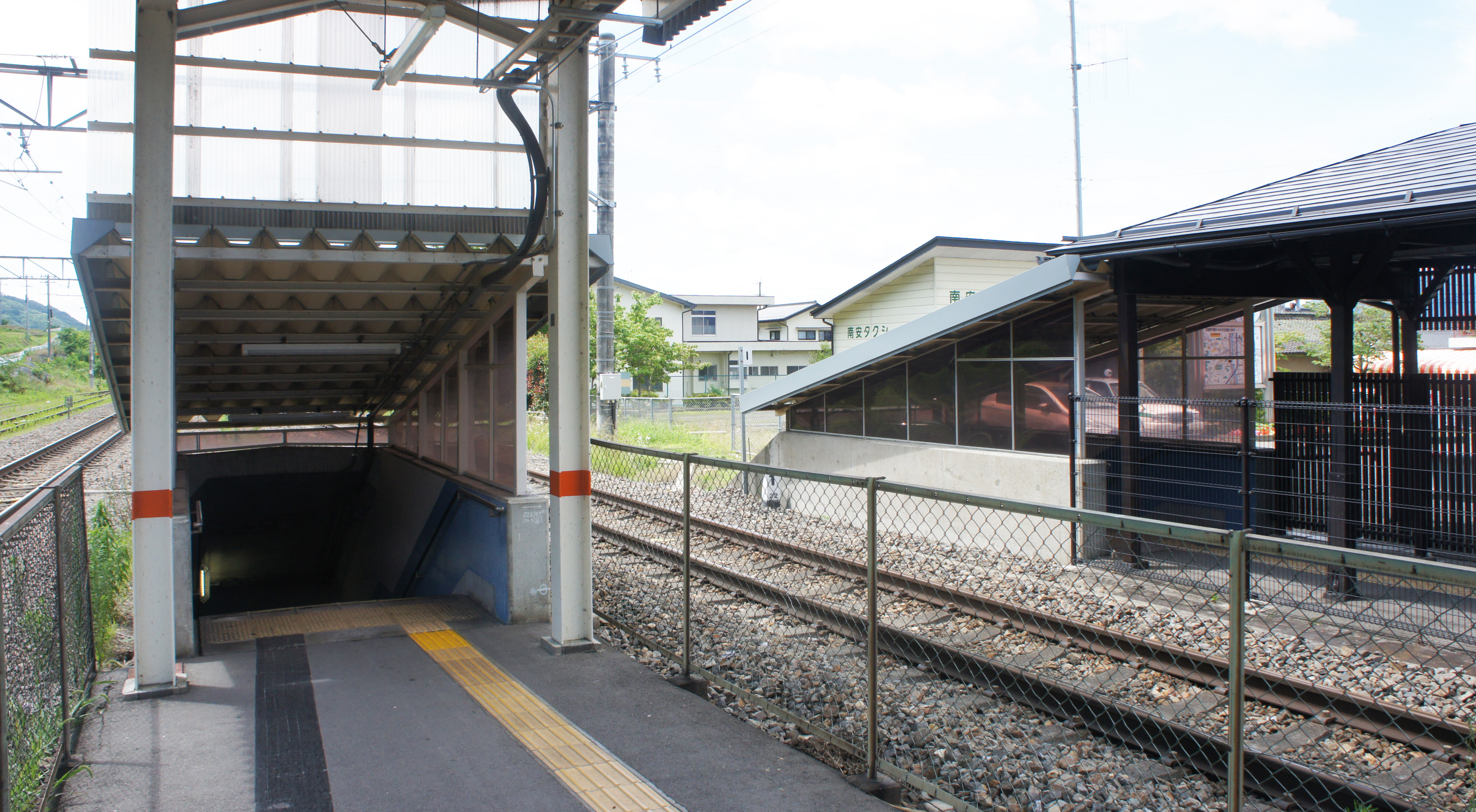
地下通路（2021年7月）
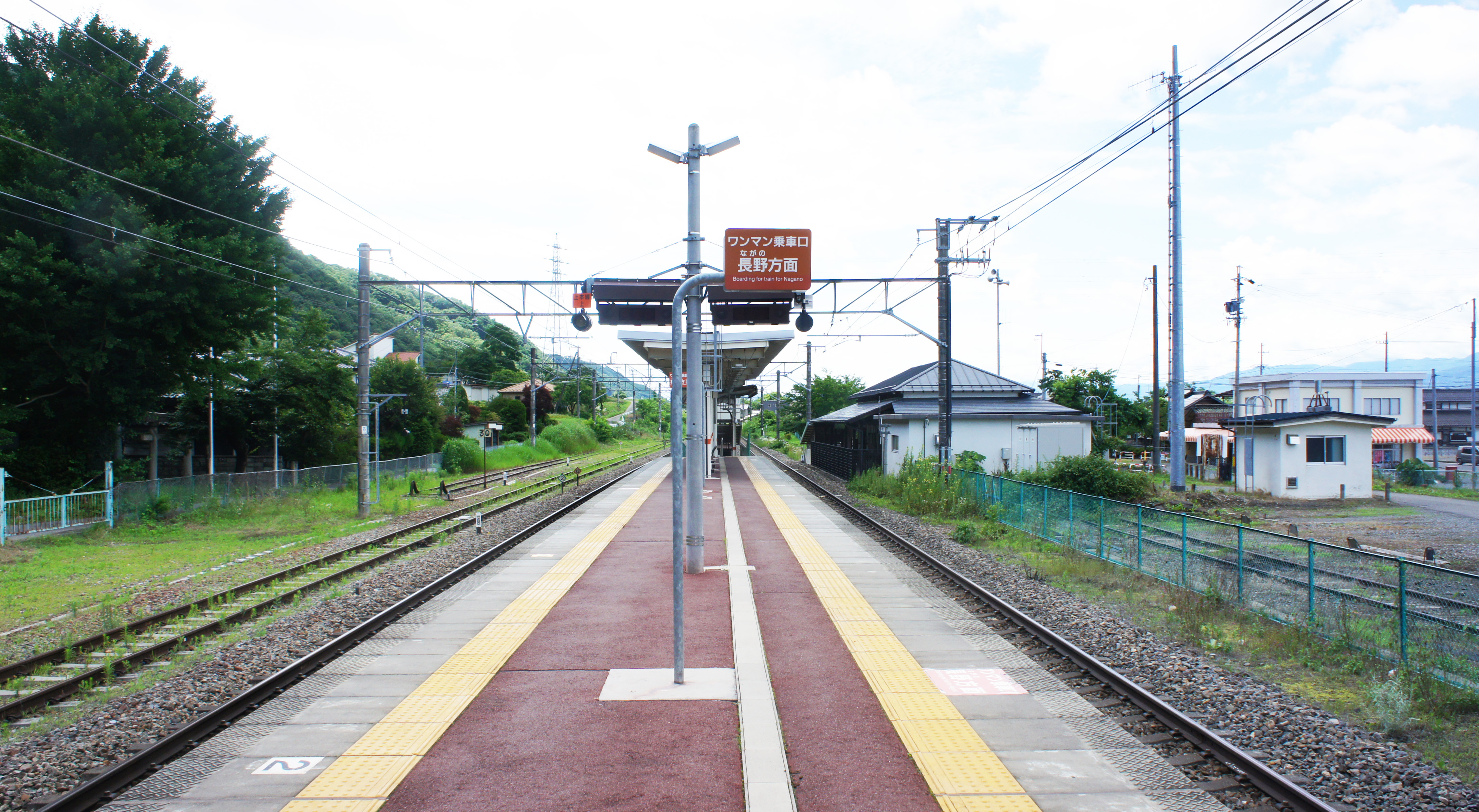
ホーム（2021年7月）

## 利用状況
JR東日本によると、2023年度（令和5年度）の1日平均乗車人員は449人である。
2000年度（平成12年度）以降の推移は以下のとおりである。
| 1日平均乗車人員推移 | 1日平均乗車人員推移 | 1日平均乗車人員推移 | 1日平均乗車人員推移 | 1日平均乗車人員推移 |
| 年度                | 定期外              | 定期                | 合計                | 出典                |
| ------------------- | ------------------- | ------------------- | ------------------- | ------------------- |
| 2000年（平成12年）  |                     |                     | 491                 | [ 利用客数 2 ]      |
| 2001年（平成13年）  |                     |                     | 501                 | [ 利用客数 3 ]      |
| 2002年（平成14年）  |                     |                     | 456                 | [ 利用客数 4 ]      |
| 2003年（平成15年）  |                     |                     | 430                 | [ 利用客数 5 ]      |
| 2004年（平成16年）  |                     |                     | 413                 | [ 利用客数 6 ]      |
| 2005年（平成17年）  |                     |                     | 423                 | [ 利用客数 7 ]      |
| 2006年（平成18年）  |                     |                     | 414                 | [ 利用客数 8 ]      |
| 2007年（平成19年）  |                     |                     | 434                 | [ 利用客数 9 ]      |
| 2008年（平成20年）  |                     |                     | 434                 | [ 利用客数 10 ]     |
| 2009年（平成21年）  |                     |                     | 402                 | [ 利用客数 11 ]     |
| 2010年（平成22年）  |                     |                     | 409                 | [ 利用客数 12 ]     |
| 2011年（平成23年）  |                     |                     | 412                 | [ 利用客数 13 ]     |
| 2012年（平成24年）  | 93                  | 398                 | 491                 | [ 利用客数 14 ]     |
| 2013年（平成25年）  | 92                  | 423                 | 516                 | [ 利用客数 15 ]     |
| 2014年（平成26年）  | 88                  | 421                 | 510                 | [ 利用客数 16 ]     |
| 2015年（平成27年）  | 93                  | 436                 | 530                 | [ 利用客数 17 ]     |
| 2016年（平成28年）  | 91                  | 439                 | 530                 | [ 利用客数 18 ]     |
| 2017年（平成29年）  | 91                  | 429                 | 521                 | [ 利用客数 19 ]     |
| 2018年（平成30年）  | 92                  | 453                 | 546                 | [ 利用客数 20 ]     |
| 2019年（令和元年）  | 82                  | 433                 | 515                 | [ 利用客数 21 ]     |
| 2020年（令和02年）  | 39                  | 416                 | 455                 | [ 利用客数 22 ]     |
| 2021年（令和03年）  | 34                  | 389                 | 423                 | [ 利用客数 23 ]     |
| 2022年（令和04年）  | 44                  | 389                 | 433                 | [ 利用客数 24 ]     |
| 2023年（令和05年）  | 46                  | 402                 | 449                 | [ 利用客数 1 ]      |

一日平均乗車人員（単位：人/日）

## 駅周辺
西側には国道と住宅街が、駅の東側は住宅街と山が広がる。
- 国道19号
- 県道57号
- 南安タクシー 田沢営業所
- 岩松寺
- 安曇野市立豊科東小学校
- 田澤橋（旧道・現：遊歩道）
- 犀川ダム（犀川白鳥湖[2]）
- あずみ野インターパーク
- 長野自動車道 安曇野インターチェンジ
- スワンガーデン
- 安曇野スイス村
- 犀川
- 矢原堰
- 熊倉の渡し跡
- 百体観音
- 田沢神明宮
- 光城山
- 田沢荘
- 湯多里山の神（豊科温泉）
- 安曇野市バス「田沢駅前」停留所 - 豊科駅・田沢駅路線[11]

## 隣の駅
東日本旅客鉄道（JR東日本）
 篠ノ井線
□快速・■普通（「みすず」含む）
松本駅 (SN 06) -（平瀬信号場）-  田沢駅 (SN 07) - 明科駅 (SN 08)

### 記事本文
1. 1 2 3 4 5  石野哲 編『停車場変遷大事典 国鉄・JR編 II』（初版）JTB、1998年10月1日、205-206頁。ISBN 978-4-533-02980-6。
2. 1 2 3 4  信濃毎日新聞社出版部 編『長野県鉄道全駅』（増補改訂版）信濃毎日新聞社、2011年7月24日、82頁。ISBN 9784784071647。
3. ↑  『信濃毎日新聞』信濃毎日新聞社、1979年6月29日、夕刊。
4. ↑  「第2章 近代化／IV 旅客」『長鉄局三十年史』日本国有鉄道長野鉄道管理局、1980年10月14日、183頁。
5. ↑  「『通報』中央本線洗馬駅ほか14駅の駅員無配置について（旅客局）」『鉄道公報』日本国有鉄道総裁室文書課、1985年3月18日、2頁。
6. ↑  長野鉄道管理局 編『写真でつづる長野鉄道管理局の歩み』長野鉄道管理局、1987年3月10日、351頁。
7. ↑  『JR東日本長野支社管内へ「駅ナンバリング」を拡大します』（PDF）（プレスリリース）東日本旅客鉄道長野支社、2024年12月13日。オリジナルの2024年12月13日時点におけるアーカイブ。2024年12月16日閲覧。
8. 1 2 3  『2025年3月15日（土）長野県のSuica利用がますます便利になります』（PDF）（プレスリリース）東日本旅客鉄道長野支社、2024年12月13日。オリジナルの2024年12月13日時点におけるアーカイブ。2024年12月16日閲覧。
9. ↑  『長野県におけるSuicaご利用駅の拡大について』（PDF）（プレスリリース）東日本旅客鉄道長野支社、2023年6月20日。オリジナルの2023年6月20日時点におけるアーカイブ。2023年6月20日閲覧。
10. 1 2  “JR東日本：駅構内図・バリアフリー情報（田沢駅）”.   東日本旅客鉄道. 2025年5月13日閲覧。
11. ↑  “市バス（定時定路線）路線図　＜豊科駅・田沢駅路線＞” (PDF). ☆★定時定路線　ご利用案内（令和7年3月15日改正）★☆ - 安曇野市公式ホームページ.   安曇野市 (2025年3月15日). 2025年5月13日閲覧。

### 利用状況
1. 1 2  “各駅の乗車人員（2023年度）”.   東日本旅客鉄道. 2024年7月20日閲覧。
2. ↑  “各駅の乗車人員（2000年度）”.   東日本旅客鉄道. 2019年3月28日閲覧。
3. ↑  “各駅の乗車人員（2001年度）”.   東日本旅客鉄道. 2019年3月28日閲覧。
4. ↑  “各駅の乗車人員（2002年度）”.   東日本旅客鉄道. 2019年3月28日閲覧。
5. ↑  “各駅の乗車人員（2003年度）”.   東日本旅客鉄道. 2019年3月28日閲覧。
6. ↑  “各駅の乗車人員（2004年度）”.   東日本旅客鉄道. 2019年3月28日閲覧。
7. ↑  “各駅の乗車人員（2005年度）”.   東日本旅客鉄道. 2019年3月28日閲覧。
8. ↑  “各駅の乗車人員（2006年度）”.   東日本旅客鉄道. 2019年3月28日閲覧。
9. ↑  “各駅の乗車人員（2007年度）”.   東日本旅客鉄道. 2019年3月28日閲覧。
10. ↑  “各駅の乗車人員（2008年度）”.   東日本旅客鉄道. 2019年3月28日閲覧。
11. ↑  “各駅の乗車人員（2009年度）”.   東日本旅客鉄道. 2019年3月28日閲覧。
12. ↑  “各駅の乗車人員（2010年度）”.   東日本旅客鉄道. 2019年3月28日閲覧。
13. ↑  “各駅の乗車人員（2011年度）”.   東日本旅客鉄道. 2019年3月28日閲覧。
14. ↑  “各駅の乗車人員（2012年度）”.   東日本旅客鉄道. 2019年3月28日閲覧。
15. ↑  “各駅の乗車人員（2013年度）”.   東日本旅客鉄道. 2019年3月28日閲覧。
16. ↑  “各駅の乗車人員（2014年度）”.   東日本旅客鉄道. 2019年3月28日閲覧。
17. ↑  “各駅の乗車人員（2015年度）”.   東日本旅客鉄道. 2019年3月28日閲覧。
18. ↑  “各駅の乗車人員（2016年度）”.   東日本旅客鉄道. 2019年3月28日閲覧。
19. ↑  “各駅の乗車人員（2017年度）”.   東日本旅客鉄道. 2019年3月28日閲覧。
20. ↑  “各駅の乗車人員（2018年度）”.   東日本旅客鉄道. 2019年7月11日閲覧。
21. ↑  “各駅の乗車人員（2019年度）”.   東日本旅客鉄道. 2020年7月13日閲覧。
22. ↑  “各駅の乗車人員（2020年度）”.   東日本旅客鉄道. 2021年7月24日閲覧。
23. ↑  “各駅の乗車人員（2021年度）”.   東日本旅客鉄道. 2022年8月7日閲覧。
24. ↑  “各駅の乗車人員（2022年度）”.   東日本旅客鉄道. 2023年7月11日閲覧。